# Dermaleipa
Dermaleipa là một chi bướm đêm thuộc họ Erebidae.

## Các loài tiêu biểu
- Dermaleipa metaxantha Hampson, 1913
- Dermaleipa minians Mabille, 1884